# Olibroporus punctatus
Olibroporus punctatus là một loài bọ cánh cứng trong họ Phalacridae. Loài này được Casey miêu tả khoa học năm 1890.